# Unparteiisch – Deutschlands Elite-Schiedsrichter
Unparteiisch – Deutschlands Elite-Schiedsrichter (Eigenschreibweise: UNPARTEIISCH – Deutschlands Elite-Schiedsrichter) ist eine deutsche Fernsehserie des NDR im Auftrag der ARD, die die Spitzen-Fußballschiedsrichter des DFB begleitet. Die erste Staffel handelt von der Saison 2022/23, die zweite Staffel von der Saison 2024/25.

## Staffel 1
Die Folgen sind chronologisch angeordnet und beginnen 330 Tage vor dem DFB-Pokalfinale.

### Folge 1: Elite
Die Folge (30:30 min) beginnt mit einem Anruf des Geschäftsführers der DFB Schiri GmbH Lutz Michael Fröhlich bei Daniel Siebert, um ihm mitzuteilen, dass er für das DFB-Pokalfinale nominiert ist. Die Folge folgt hauptsächlich Deniz Aytekin von der Leistungsprüfung im DFB-Trainingslager in Herzogenaurach bis zum Eröffnungsspiel der Saison 2022/23 im August 2022. Das Eröffnungsspiel am 5. August 2022 war Aytekins 200. Bundesligaspiel als Hauptschiedsrichter.

### Folge 2: Gegenwind
Die Folge (33:49) beginnt mit der Kritik von einer Spielleitung Robert Schröders und dessen Umgang damit. Auch die Kritik an Schiedsrichter sowie der interne als auch externe Umgang des DFB mit generellen Fehlentscheidungen (u. a. in Bezug aus Handspiel) wird gezeigt. Außerdem wird das Schiedsrichtergespann um Angelika Söder beim Spitzenspiel der Frauen-Bundesliga bei der Partie VfL Wolfsburg gegen den FC Bayern München begleitet. Die Folge endet mit der Abreise des Teams um Daniel Siebert zur Weltmeisterschaft 2022 in Katar.

### Folge 3: Neustart
In der dritten Folge (25:24) erzählt Siebert von seinen Einsätzen bei der WM 2022. Danach werden Aufnahmen aus dem DFB-Trainingslager der Elite-Schiedsrichter in Portugal vom Januar 2023 gezeigt. Am Ende der Folge werden vom damaligen Schiedsrichter-Chef Lutz Michael Fröhlich in der Ausgabe gezeigte Angriffe und Beleidigungen gegen Schiedsrichter zu Beginn der Rückrunde kritisiert.

### Folge 4: Derby
Schiedsrichter Sven Jablonski und Video-Assistent Bastian Dankert werden in der vierten Folge (25:06) beim Derby zwischen dem Hamburger SV und dem FC St. Pauli begleitet. Zudem äußern sich Sascha Stegemann und der VAR Robert Hartmann über die Fehlentscheidung in Form eines nicht gegebenen Strafstoßes in der Partie VfL Bochum gegen Borussia Dortmund. Auch die Reaktionen der Öffentlichkeit und Drohungen gegen das eigene Leben oder die Familien der Schiedsrichter, wurden thematisiert.

### Folge 5: Berlin
Die fünfte und finale Folge (26:36) der Staffel handelt vom DFB-Pokalfinale 2023. Daniel Siebert und sein Team werden bei der  Partie RB Leipzig gegen Eintracht Frankfurt (2:0) bei ihrer Spielvorbereitung, während des Spiels sowie nach dem Spiel begleitet.

## Staffel 2
Die zweite Staffel ist seit dem 15. August 2025 für 12 Monate in der ARD Mediathek verfügbar. Im Fernsehen wurde die zweite Staffel erstmals am 18. August 2025 ausgestrahlt.